# サン・ドナート・ディ・レッチェ
サン・ドナート・ディ・レッチェ（イタリア語: San Donato di Lecce）は、イタリア共和国プッリャ州レッチェ県にある、人口約5,700人の基礎自治体（コムーネ）。

## 地理

### 位置・広がり

#### 隣接コムーネ
隣接するコムーネは以下の通り。
- カプラーリカ・ディ・レッチェ
- カヴァッリーノ
- レークイレ
- サン・チェザーリオ・ディ・レッチェ
- ソレート
- ステルナティーア